# U-805
U-805 je bila nemška vojaška podmornica Kriegsmarine, ki je bila dejavna med drugo svetovno vojno.

## Zgodovina
U-805 je od svoje splovitve februarja 1944 do marca 1945 delovala v sklopu 4. podmorniške flotilje kot šolska podmornica.
1. marca 1945 je izplula na svojo prvo in edino bojno plovbo na kateri ni potopila nobene ladje.
Podmornica se je 15. maja 1945 predala v Portsmouthu (New Hampshire).
8. februarja 1946 jo je vzhodno od Cape Coda potopila ameriška podmornica USS Sirago.

## Poveljniki
| Poveljniki |                 |                     |                               |
| Št.        | Čin             | Ime                 | Poveljstvo                    |
| 1.         | Kapitan korvete | Richard Bernardelli | 12. februar 1944–15. maj 1945 |

## Tehnični podatki
| Kategorije                                    | Podatki                       |
| --------------------------------------------- | ----------------------------- |
| Teža (t): na površju pod površjem polna Teža  | 1.120 1.232 1.545             |
| Dolžina (m) - tlačni trup (m)                 | 76,76 - 58,75                 |
| Širina (m) - tlačni trup (m)                  | 6,86 - 4,44                   |
| Izpodriv (m)                                  | 4,67                          |
| Višina (m)                                    | 9,6                           |
| Moč (hp): na površju pod podvršjem            | 4.400 1.000                   |
| Hitrost (vozlov): na površju pod podvršjem    | 19 7,3                        |
| Doseg (milja/vozel): na površju pod podvršjem | 13.850/10 63/4                |
| Torpeda/Torpedne cevi                         | 22/6 (4 na premcu, 2 na krmi) |
| Krovni top (mm)                               | 105 (110 granat)              |
| Mine                                          | 44 TMA                        |
| Posadka                                       | 48-56                         |
| Maksimalni potop (m)                          | 230                           |